# Rostra

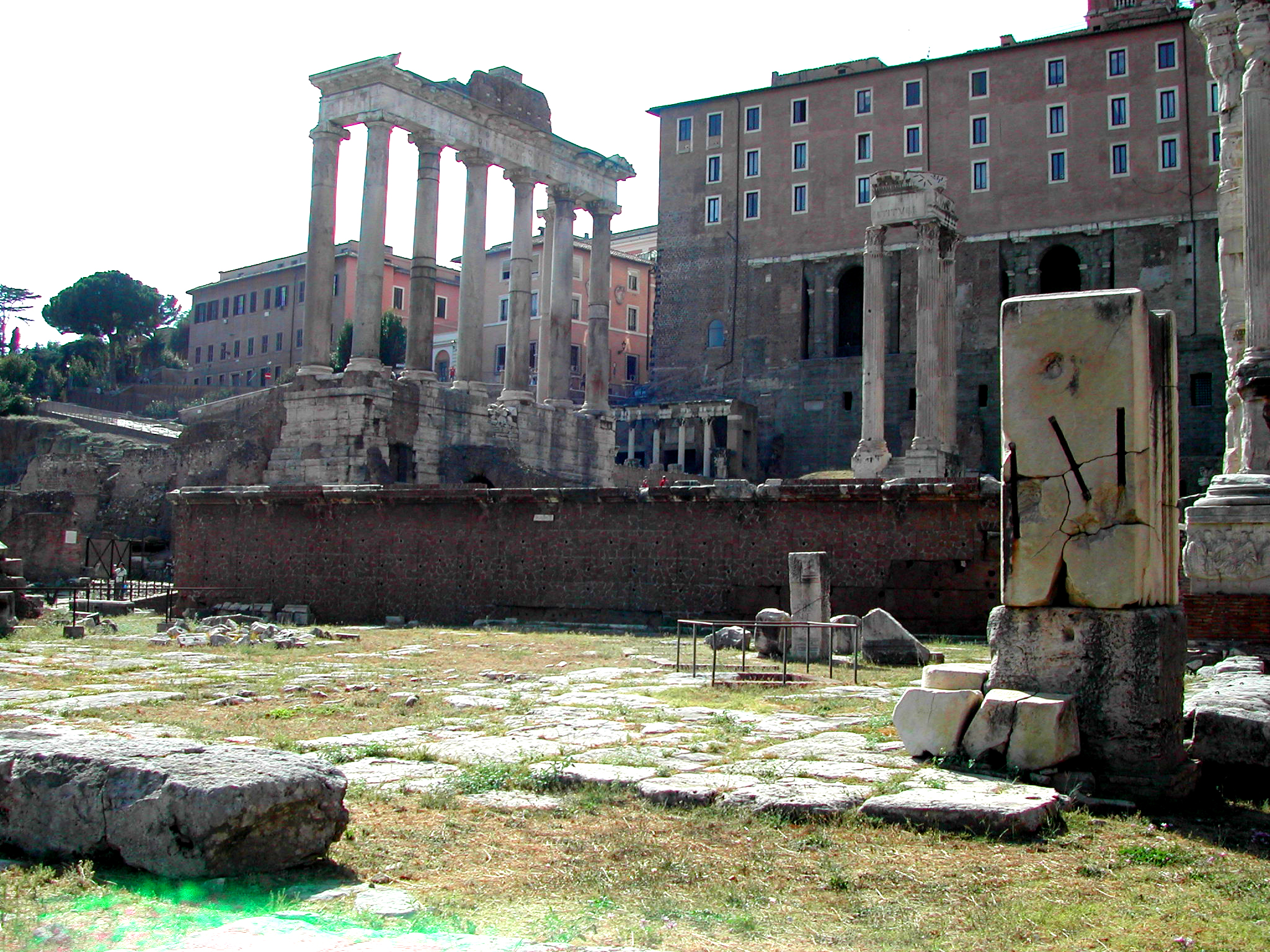
Ruinas de los rostra en el Foro Romano.

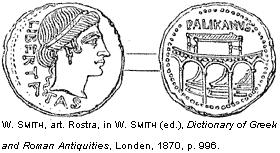
La rostra de principios de la época republicana, representada en una moneda romana.

En la Antigua Roma, se llamó rostra a una tribuna del Foro que servía de púlpito desde el que los magistrados y oradores arengaban al pueblo. «Rostra» es el plural de la palabra latina rostrum, que literalmente significa «lo que sirve para roer», refiriéndose casi siempre a los picos, boca o cara de los animales. Por extensión se llamó rostrum a todo objeto con forma de pico:
- espolón de una nave
- reja de un arado
- pico de una lámpara
- cabeza de un martillo

En su acepción náutica el rostrum era el espolón de bronce que reforzaba la proa de los navíos de guerra, un pico que embestía las naves enemigas para hundirlas, un arma que dio muy buenos resultados. 

## Losrostramonumentales
En el año 338 a. C. (época de la República) el cónsul Cayo Menio se vio envuelto en una batalla contra la flota de los volscos en el puerto de Antium, donde obtuvo una gran y definitiva victoria. El cónsul mandó arrancar los rostra (espolones) de los barcos enemigos para trasladarlos a Roma y colocarlos en el muro de la tribuna de oradores del Foro Romano, ante la que se reunían los comitia o asambleas romanas. Desde entonces esta fue conocida como rostra y, por extensión, se acabó por dar el nombre a dichas tribunas. En origen esta tribuna debía estar entre el foro de época republicana y el comitium, que entonces se encontraban diferenciados, por lo que los oradores podían ser escuchados de una y otra parte.
En 44 a. C. Julio César la trasladó a su ubicación definitiva en el Foro. Junto a la tribuna se encontraban el Milliarium aureum erigido por Augusto, que era el punto de partida supuesto de todas las calzadas romanas, situado del lado que linda con el templo de Saturno y el umbilicus urbis, al extremo norte de la tribuna, algo más tardío.
En el otro extremo del Foro y formando parte del podio del templo de César se encontraba una segunda tribuna, los Rostra divi Iulii, decorados con espolones de los barcos egipcios apresados en la batalla de Actium.
Una tercera tribuna se piensa que estaba emplazada frente al templo de Cástor, ya que las fuentes hablan de los Rostra tria.

## Locuciones derivadas de este vocablo
- In rostra ascendere, subir a la tribuna.
- Aliquem pro rostris laudare, elogiar públicamente a uno.
- Rostra movere, agitar al pueblo desde la tribuna de la asamblea popular o desde la del foro.

En el idioma español del siglo XVI la palabra latina rostrum dio origen a la palabra rostro.